# 宮下一博
宮下 一博（みやした かずひろ、1953年 - ）は、日本の青年心理学者。千葉大学教育学部教授。専門分野は、青年心理学・発達心理学。所属学会は、日本青年心理学会、日本発達心理学会など。

## 略歴
1953年東京都に生まれる。千葉大学を卒業し、1981年広島大学大学院教育学研究科博士課程後期中退。1981年から1986年広島大学教育学部助手。2001年から千葉大学教育学部教授。

## 著書

### 単著
- 『大学生のキャリア発達 : 未来に向かって歩む』 ナカニシヤ出版、2010年。

### 共著
- 小松貴弘、溝口剛共著 『大学生の心の成熟と転落を左右する対人関係のもち方 : そのメカニズムとコミュニケーションのあり方』 あいり出版、2012年。

### 編著
- 鑪幹八郎、山本力共編 『自我同一性研究の展望』 ナカニシヤ出版、1984年。
- 鑪幹八郎、山本力共編 『アイデンティティ研究の展望』1-6 ナカニシヤ出版、1984年 - 。
- 濱口佳和共編著 『子どもの発達と学習』 北樹出版、1997年。
- 濱口佳和共編著 『教育現場に根ざした生徒指導』 北樹出版、1998年。
- 鎌原雅彦ほか共編著 『心理学マニュアル質問紙法』 北大路書房、1998年。
- 弘中正美、濱口佳和共編著 『子どもの心理臨床』 北樹出版、1999年。
- 弘中正美、濱口佳和共編著 『子どものパーソナリティと社会性の発達 : 測定尺度つき』 北大路書房、2000年。
- 大野久共編著 『キレる青少年の心 : 発達臨床心理学的考察』 北大路書房、2002年。
- 岡本祐子共編著 『ひきこもる青少年の心 : 発達臨床心理学的考察』 北大路書房、2003年。
- 上地雄一郎共編著 『もろい青少年の心 : 自己愛の障害 : 発達臨床心理学的考察』 北大路書房、2004年。
- 谷冬彦共編著 『さまよえる青少年の心 : アイデンティティの病理 : 発達臨床心理学的考察』 北大路書房、2004年。
- 伊藤美奈子共編著 『傷つけ傷つく青少年の心 : 関係性の病理 : 発達臨床心理学的考察』 北大路書房、2004年。
- 河野荘子共編著 『生きる力を育む生徒指導』 北樹出版、2005年。改訂版2011年。
- 杉村和美共編著 『大学生の自己分析 : いまだ見えぬアイデンティティに突然気づくために』 ナカニシヤ出版、2008年。
- 林智一共編著 『「困った人」の内面を読む : その不可思議な行動の謎と対策』 あいり出版、2011年。
- 谷冬彦、大倉得史共編 『アイデンティティ研究ハンドブック』 ナカニシヤ出版、2014年。